# بجامل ناس
بجامل ناس هو ألبوم غنائي للفنان فضل شاكر، والذي يأتي بعد استأنف التعاون مع الشركة السعودية روتانا، بعد عودته الي الغناء والعودة عن قرار الاعتزال ويأتي هذا الألبوم بعد أخر البوم له بعدا عالبال الذي إنتاج 2009.

## أغاني الألبوم
ويحمل ألبوم فضل 6 أغنيات والأغنية الرئيسية به بجامل ناس .(الأغنية من كلمات محمد الجمال، ألحان مدين، وتوزيع يحيى يوسف، تحت إشراف إياد النقيب)
- قاعد مكانّا ، وتم تصويرها على طريقة الفيديو كليب، وتولى إخراجه الفنان الأردني منذر الرياحنة.
- العزيز .
- ابعد خلاص .
- عز الغياب .
- توقعني .
- دمعة .[5]